# Hubert Jaromin
Hubert Jaromin (ur. 4 marca 1979) – polski piłkarz grający na pozycji ofensywnego pomocnika lub napastnika.
Jego wcześniejsze kluby to Sparta Zabrze, Ruch Radzionków, Hetman Zamość, Szczakowianka Jaworzno, Podbeskidzie Bielsko-Biała, GKS Katowice, GKS Tychy, Polonii Bytom, Szombierki Bytom i Gwarek Tarnowskie Góry). Żonaty, ma dwóch synów